# Manuela (James Bond)
Manuela é uma personagem fictícia do filme 007 contra o Foguete da Morte (1977), décimo-primeiro da franquia cinematográfica do agente britânico James Bond. 

## Características
Manuela é a contato de Bond no Rio de Janeiro e não tem qualquer inibição em ter um contato mais íntimo com ele logo depois das primeiras apresentações na suíte do hotel. Apesar de carregar uma faca na bolsa para defesa pessoal, não parece ser muito eficiente em se defender, como demonstra quando é atacada por Jaws, tendo que ser salva por 007.

## Filme
A personagem tem apenas uma pequena participação no filme. Ela aparece primeiro dirigindo um MP Lafer branco conversível pelas ruas, seguindo Bond que acaba de desembarcar na cidade e está indo  para o hotel no Rolls-Royce que veio buscá-lo, tirando fotografias dele, o que Bond percebe e fica incomodado.
Quando o agente chega em sua suíte, Manuela já está lá lhe preparando um martini – mexido não batido – no bar e se apresenta como sua contato brasileira da estação VH. Depois de um rápido diálogo onde ela confirma que as letras C&W que ele descobriu em caixas em Veneza são as iniciais de uma grande empresa de distribuição no Rio, subsidiária das Indústrias Drax, ela senta-se provocante no sofá da sala, com a parte inferior do vestido aberto mostrando as pernas. Bond aproxima-se, senta e puxa a cinta da roupa.
À noite os dois vão até o armazém da C&W, onde nas proximidades acontece um grande desfile de carnaval  e são seguidos por Jaws, capanga do vilão Hugo Drax. Aproveitando-se de um momento em que Manuela está sozinha no beco ao lado do armazém enquanto Bond vistoriava o interior, Jaws aparece fantasiado de boneco gigante e tenta matá-la mordendo-a com seus dentes de aço; quando está quase conseguindo, Bond aparece e consegue salvá-la empurrando o gigante assassino que acaba sendo levado no meio de um grupo de foliões que passava sambando na rua.